# Канкаанпяа
Ка́нкаанпяа (фін. Kankaanpää)  — місто в провінції Сатакунта,  Фінляндія. Населення 11 904 осіб, площа 704 км², з яких 15,32 км²  — водяного дзеркала. Щільність — 17,27 осіб/км². 

## Історія
Місто засноване в 1865 році. Перші згадки датовані XVI ст.., зафіксовані у шведських та фінських документах 1560 року.